# ヴァールタ (小惑星)
ヴァールタ (262 Valda) は、小惑星帯に位置する小さな小惑星の一つ。
1886年11月3日にオーストリアの天文学者、ヨハン・パリサがウィーンで発見した。命名の由来は分かっていない。